# Emanuel Boháč
Emanuel Boháč, křtěný Emanuel (23. března 1867 Tábor – 19. ledna 1940 Praha) byl český malíř a ilustrátor.

## Život a dílo
Emanuel Boháč se narodil v Táboře v rodině kováře Jan Boháče a jeho ženy Josefy rodem Jíterské z Jistebnice. Později studoval na vídeňské a pražské výtvarné akademii. V Praze studoval u profesora Františka Sequense. Maloval různé figurální kompozice. V roce 1887 vytvořil pro táborské divadlo návrh opony s názvem „Apoteóza Jana Žižky“ – vzhledem k tomu, že se původní opona táborského divadla ztratila, nelze realizaci návrhu ověřit. Emanuel Boháč se v roce 1916 oženil s Eliškou Blažkovou.

## Galerie

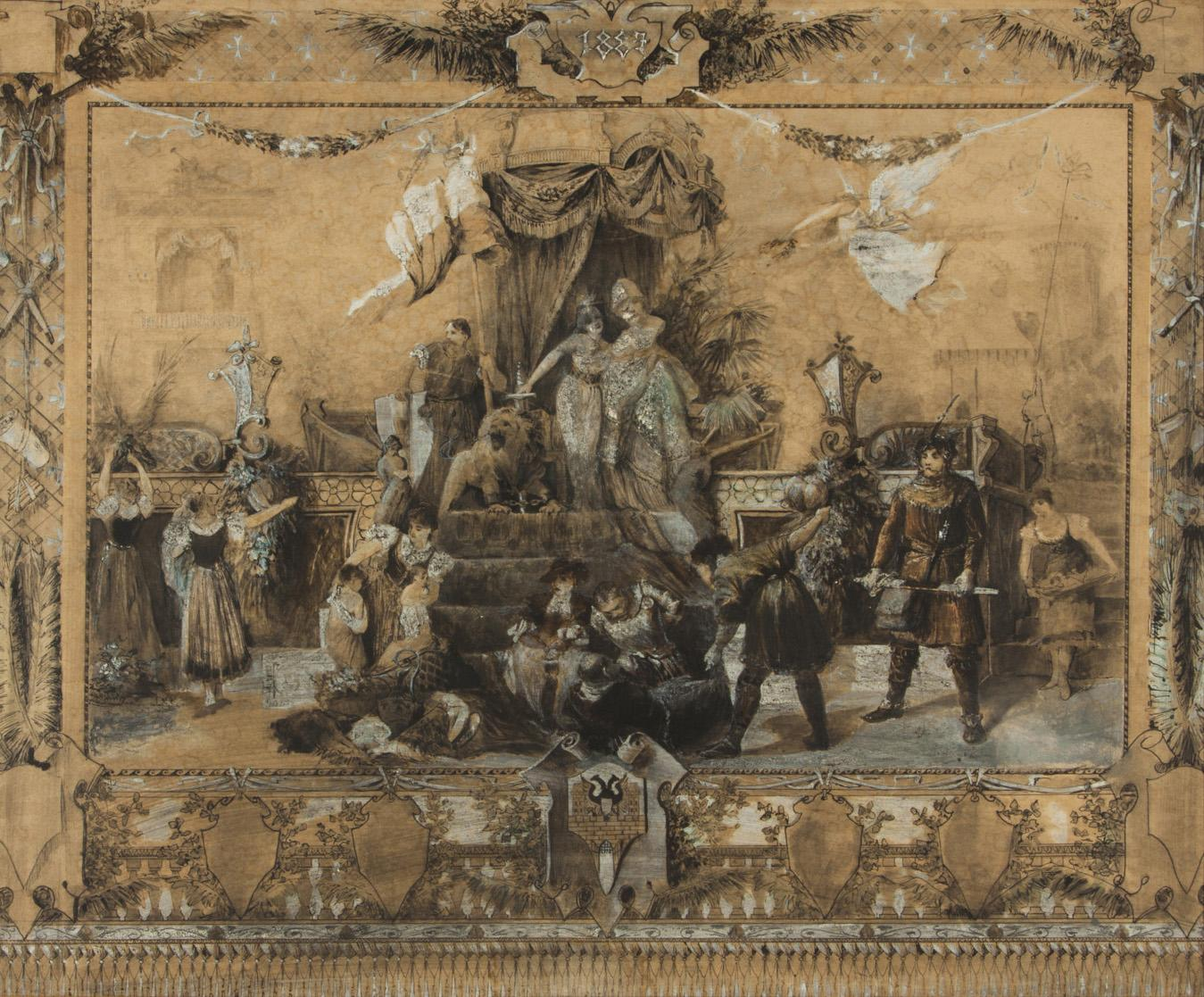
Emanuel Boháč: Apoteóza Jana Žižky
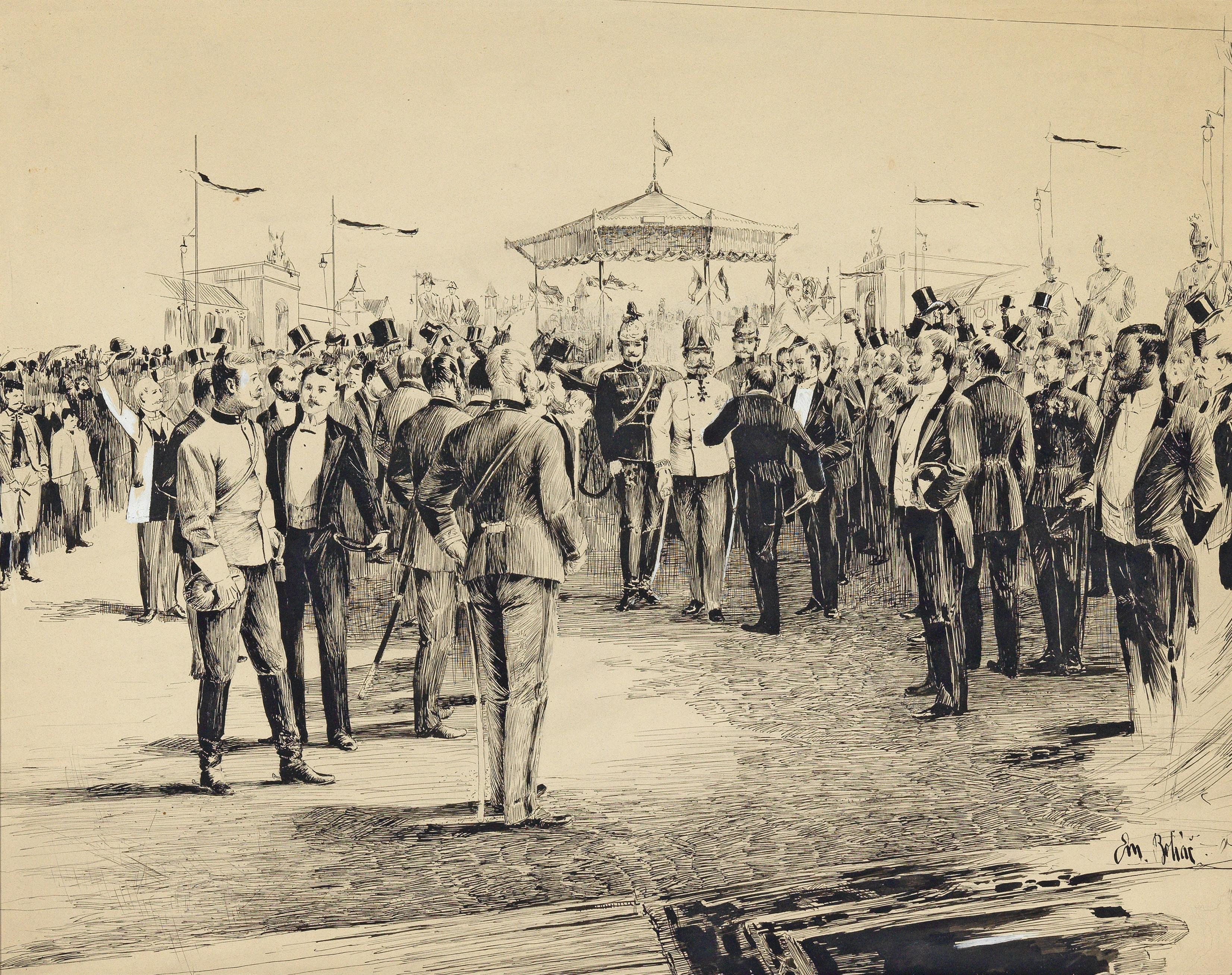
Emanuel Boháč:Císař František Josef I. na Světové výstavě ve Vídni v roce 1873
Emanuel Boháč: Cesta ke kostelu (Olej na plátně)
Emanuel Boháč: Portrét muže (Olej na kartonu)
Emanuel Boháč: Motiv z Velké nad Veličkou (Olej na plátně)
Emanuel Boháč: Z Dolní Brusnice (Olej na plátně fixováno na lepence)
Emanuel Boháč: Na tržišti (Olej na plátně fixovaném na lepence)
Emanuel Boháč: Památce Jana Nerudy (kvaš na papíře)
Emanuel Boháč: Poprava pána Krištofa Kobera z Koberšperka
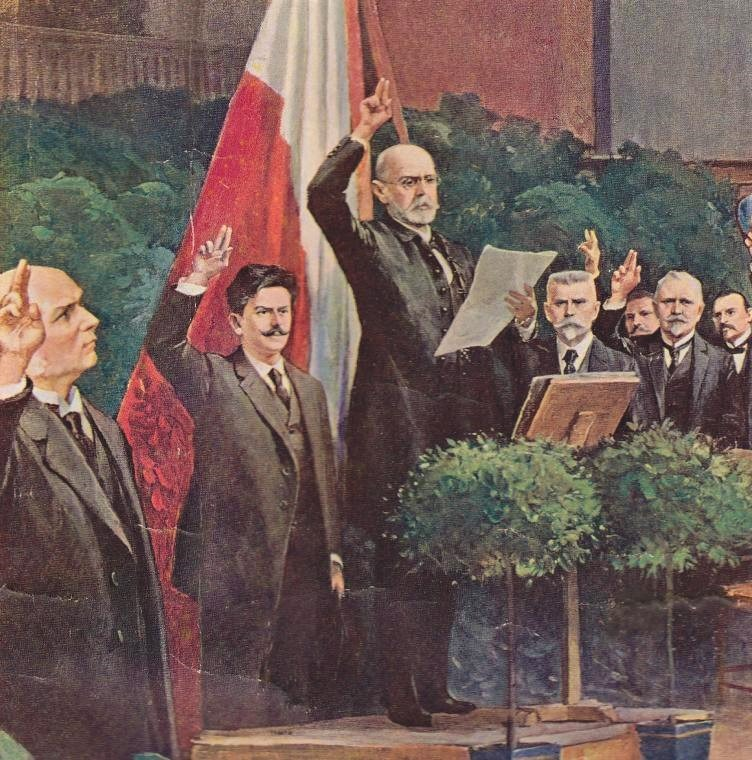
Emanuel Boháč: Národní přísaha ze dne 13. dubna 1918